# オリジン (酵素)
オリジン(Oryzin、EC 3.4.21.63)は、以下の化学反応を触媒する酵素である。
広い範囲のタンパク質やBz-Arg-OEt > Ac-Tyr-OEtを加水分解する。ペプチドアミドは加水分解しない。
この酵素は、ニホンコウジカビの菌体外アルカリエンドペプチダーゼの大部分を占める。